# 彭尼灣
66°26′S 110°36′E / 66.433°S 110.600°E
彭尼灣（英語：Penney Bay）是南極洲的海灣，從魯賓遜嶺延伸至布朗寧半島，該海灣根據美國海軍拍攝的空中照片繪入地圖，現時由南極條約體系管理。